# HMAS Vampire (1956)
A HMAS Vampire volt a harmadik, a három ausztrál-építésű Daring-osztályú romboló közül. A hajó az Ausztrál Királyi Haditengerészetnél szolgált. Építését 1952. július 1-jén kezdték a Sydney-i Cockatoo Island Dockyardban. A Vampire-t 1956. október 27-én bocsátották vízre, és 1959. június 23-án állították hadrendbe.
A Vampire, pályafutása nagy részét délkelet-ázsiai gyakorlatokkal és utazásokkal töltötte. Mindössze két háborús bevetésen vett részt. Egyik a HMAS Sydney repülőgép-hordozó kísérete a vietnámi háború alatt 1965-ben és 1966-ban, a másik pedig a Maláj-félsziget és Borneó partjai mentén történő járőrözés az 1966-os Indonéz-Maláj konfliktus során. 1977-ben a Vampire kísérte II. Erzsébet hajóját, a HMY Britanniát a királynő uralkodásának 25. évfordulóján tartott világ körüli útjának ausztráliai szakaszán. 1980-ban a hajót kiképzőhajóvá alakították át.
1986. augusztus 13-án a hajót kivonták a hadrendből, és múzeumhajóvá alakították, a Sydney-i Ausztrál Nemzeti Tengerészeti Múzeumban (Australian National Maritime Museum), ahol a legnagyobb úszó kiállítás vált belőle. A Vampire a legnagyobb múzeumhajó egész Ausztráliában.
2006. október 18-án a Vampire-t a HMAS Kuttabul tengerészeti támaszpontra szállították, ahol felújították. Emiatt számos híresztelés látott napvilágot, melyek szerint a hajót felújítják, és ismét szolgálatba áll. A felújítás során tűz ütött ki a hajó kazántermében, de szerencsére senki nem sérült meg, és helyrehozhatatlan kár sem keletkezett. November 29-én a Vampire visszakerült a múzeumba.

## Külső hivatkozások
- A HMAS Vampire pályafutása (Angol)